# Завичајни музеј Жаркова
Завичајни музеј Жаркова је музеј који се налази у Београду, основан је 2022. године, а седиште му је у Згради школе у Жаркову.

## Опште информације
Музеј је основан 17. маја 2022. године од стране Града Београда на иницијативу представника Удружења грађана Жаркова „Жарковац”. Налази се у београдском насељу Жарково, на адреси Аце Јоксимовића 2 у Згради школе у Жаркову, једној од најстаријих школа у Београду која уједно представља непокретно културно добро као споменик културе.
Објекат је реновиран и претворен у музеј, а школско двориште претворено је у простор где ће се одржавати песничке вечери, концерти и друге културне манифестације.